# Smaaland Cove
Die Smaaland Cove ist eine kleine Bucht an der Südostküste Südgeorgiens. Sie liegt 1,5 km westlich der Doubtful Bay. Ihre Einfahrt wird größtenteils durch Wessex Island eingenommen.
Wissenschaftler der Discovery Investigations benannten die hier beschriebene Bucht als Doubtful Bay. Der Name Smaaland Bay war auf ihrer Karte der Bucht 1,5 km westlich zugeordnet. Der South Georgia Survey berichtete im Zuge von Vermessungen, die er zwischen 1951 und 1952 durchführte, dass die Benennung vor Ort in genau umgekehrter Zuordnung üblich sei. Während der Name Doubtful Bay beibehalten wurde, nahm das UK Antarctic Place-Names Committee 1955 für hiesige Bucht im Toponym eine Anpassung vor.